# ليه رايلي
ليه رايلي (26 يناير 1908 - 9 أغسطس 1999) (بالإنجليزية: Les Riley)‏ هو لاعب كريكت بريطاني (وحمل سابقاً جنسية المملكة المتحدة لبريطانيا العظمى وأيرلندا).

## وصلات خارجية
- ليه رايلي على موقع إي آس بي آن كريك إنفو (الإنجليزية)